# Chiesa di San Carlo Borromeo (Pognano)
La chiesa di San Carlo Borromeo è il principale luogo di culto cattolico di Pognano, in provincia e diocesi di Bergamo. Fa parte del vicariato di Spirano-Verdello.

## Storia
Nel XV secolo sul territorio di Pognano vi era un edificio di culto dedicato alla Visitazione di Maria e a san Giuseppe. L'edificio fu poi ricostruito nel secolo successivo con la nuova intitolazione a santa Elisabetta. La chiesa era inserita nell'arcidiocesi di Milano.
Giovanni Da Lezze descrisse la chiesa nel 1596 come molto piccola ma già canonicamente autonoma.
Donato Calvi nel 1676 la indica collocata fuori dall'urbano cittadino, inserita nella pieve di Pontirolo con l'intitolazione alla Visitazione di Maria e con due chiese affiliate: quella dei Santi Carlo e Antonio Abate e l'oratorio campestre dei Santi Ippolito e Cassiano.
Il passaggio dalla diocesi milanese a quella di Bergamo, conseguente alla nuova organizzazione dei confini diocesani, durò il triennio dal 1784 al 1787. La prima autorizzazione del 1784 fu data dalle autorità comunali, e della Sacra congregazione concistoriale. Del 13 novembre 1786 è l'autorizzazione pontificia e del 1787 ufficialità venuta dalle autorità dell'episcopio. La chiesa parrocchiale fu inserita nella pieve di Verdello. Affiliate vi erano le chiese di San Carlo Borromeo, Sant'Antonio abate e l'oratorio dei morti del Rivarolo.
Nel 1820, sussidiarie della parrocchiale erano: un antico oratorio dedicato a San Carlo e a Sant'Antonio abate e un altro chiamato dei morti del Rivarolo, e vi erano alcune congregazioni pie d'assistenza ai poveri. La chiesa fu visitata dal vescovo Pietro Luigi Speranza, e dagli atti risulta che fosse intitolata a san Carlo Borromeo con le chiese sussidiarie dei morti e di san Giuseppe, che nel 1861 risulta invece intitolata alla Visitazione di Maria Vergine. Un parroco coadiuvato era preposto alla cura dei fedeli. 
Nei primi anni del Novecento la chiesa non rispondeva più alle esigenze dei fedeli e si decise la costruzione di un nuovo edificio iniziato il 30 marzo 1906 su progetto di Elia Fornoni, che risulta essere ultimato quando il 23 ottobre 1910 il vescovo Giacomo Radini-Tedeschi lo consacrò confermandone l'antica intitolazione. Il vescovo donò alla comunità le reliquie dei santi Alessandro di Bergamo, Narno e Gaudenzio che furono sigillate nella nuova mensa dell'altare maggiore.
Nel 1924 fu posizionato il nuovo coro ligneo, e furono eseguiti lavori di finitura per tutto il XX secolo.
Con decreto del 27 maggio 1979 del vescovo Giulio Oggioni la chiesa fu inserita nel vicariato foraneo di Solto-Sovere.

## Descrizione

### Esterno
L'edificio di culto dal tradizionale orientamento liturgico con abside rivolta a est, e anticipato dal sagrato posto su tre lati e il fronte principale a salienti è in stile gotico lombardo con la parte centrale di altezza maggiore e delimitata da lesene che terminano nella cornice del tetto a due spioventi. Le sezioni laterali sono di minor misura e anticipano le cappelle interne. La copertura presenta pinnacoli. Il portale d'ingresso in pietra artificiale martellata a sesto acuto posto nella sezione centrale, ha la lunetta che ospita l'immagine della Madonna col Bambino, opera di Gian Battista Galizzi, di cui si conserva un ulteriore dipinto. Un grande rosone è posto nella parte superiore atto a illuminare l'aula.

### Interno
L'interno a pianta rettangolare e a unica navata è diviso da lesene con basamento e capitello gotico in cinque campate. Le lesene terminano nei costoni della volta a sesto acuto. Ogni campata ha due aperture circolari che illuminano l'aula. Il fonte battesimale è posto a sinistra della prima campata mentre a destra vi è l'accesso a un locale deposito. La seconda campata ospita a sinistra l'altare dedicata a santa Teresa del Bambin Gesù con altare in marmo e ancona dove è posta la statua della santa titolare. Corrispondente a destra la cappella intitolata a san Luigi Gonzaga con altare sempre marmoreo. Gli ingressi laterali sono posti nella terza campata. Le cappelle dedicate a sinistra al Sacro Cuore delimitato da una cancellata, e a destra alla Madonna del Santo Rosario con altare in marmo. L'ingresso alla sagrestia e alla parte posteriore dell'abside.
La zona del presbiterio anticipata dall'arco trionfale e sopraelevata da cinque gradini ha volta a botte e termina con il coro semicircolare con volta a ombrello dove è posto il coro ligneo.
Tra le opere d'arte presenti all'interno si segnalano i dipinti di Gian Battista Galizzi (autore anche della lunetta in facciata, realizzata nel 1910) e il dipinto del secolo XVII attribuito al Salmeggia e raffigurante la Madonna tra i santi Carlo e Antonio abate, poi conservato nella sacrestia della chiesa parrocchiale.
La sacrestia conserva il dipinto seicentesco di Enea Salmeggia Madonna tra i santi Carlo e Antonio abate.